# TSV Trudering
Der TSV Trudering e.V. (Turn- und Sportverein Trudering) ist ein Sportverein des Münchener Stadtbezirks Trudering-Riem. Der Verein bietet die Sportarten Fußball, Handball, Volleyball, Basketball, Turnen, Leichtathletik, Fechten, Gymnastik, Schwimmen, Bujinkan und Stockschießen sowie einen Kindersportclub an.

## Geschichte
Die Anfänge des TSV Trudering liegen im Jahr 1925. In diesem Jahr wurde der Fußballverein FC Trudering gegründet, der 1930 in Sportverein Trudering umbenannt wurde und zu diesem Zeitpunkt knapp über 30 Mitglieder hatte. Unabhängig davon wurde 1929 der Turnverein Trudering gegründet. Im Juli 1947 wurde der Zusammenschluss des Sportvereins Trudering und des Turnvereins Trudering auf einer Gründungsversammlung beschlossen, schließlich firmierten sie ab dem Januar 1948 unter dem Namen „Turn und Sportverein Trudering e. V.“.
Am 11. Juni 1960 wurde die Bezirkssportanlage an der Truderinger Feldbergstraße eröffnet, die fortan die vorrangige Spielstätte des Vereins wurde. In der anschließenden Zeit wurden beim TSV Trudering mehrere Sparten eröffnet, darunter 1960 der Bereich Handball. Die Handballsparte des TSV Trudering feierte insbesondere in den 1990er-Jahren Erfolge und spielte einige Jahre in der Regionalliga Süd. 2005 wurde die Bezirkssportanlage nochmals erweitert, um dem Mitgliederwachstum Rechnung zu tragen. Die Anlage teilen sich der TSV Trudering, der FC Stern München und der FC Dreistern Neutrudering.
Zum 90. Jubiläum des TSV Trudering 2015 lag die Zahl der Vereinsmitglieder bei über 1700 Personen, 2018 war der Verein auf über 2000 Personen angewachsen. Insbesondere stieg dabei die Zahl der Frauen- und Mädchenmannschaften. Zugleich bemängelten die drei Vereine, die die Bezirkssportanlage nutzen, darunter der TSV Trudering, einen zunehmenden Platzmangel aufgrund des Mitgliederwachstums der Vereine. In diesem Zusammenhang wurde gefordert, dass die Stadt München Gelder für den Bau weiterer Umkleideräume, Lager und Sportstätten bereitstellt.

## Abteilungen
Der Verein besteht Stand 2024 aus 12 Abteilungen: Fußball, Handball, Volleyball, Basketball, Turnen, Leichtathletik, Fechten, Gymnastik, Schwimmen, Bujinkan und Stockschützen. Auch gibt es seit 2011 eine weitere Abteilung für Kinder, den „Kids Club“ für Kinder im Vorschul- und Grundschulalter. Die jüngsten Abteilungen des Vereins sind dabei Fechten (2013), Bujinkan (2017) und Schwimmen (2021). Im Jahr 2018 hatte der TSV Trudering 142 Übungsleiter und rund 150 Ehrenamtliche.

### Fechten
2013 richtete der TSV Trudering eine Fechtabteilung ein, die sich an Kinder ab sieben Jahren und Erwachsene richtet. Innerhalb von vier Jahren nach der Gründung wuchs die Mitgliederzahl von 25 auf 85 Personen an.

### Fußball
Die erste Fußball-Herrenmannschaft des TSV Trudering spielt Stand Saison 2023/2024 in der Kreisklasse des Kreises München. 2022 war der ehemalige Bundesliga-Trainer Manuel Baum ehrenamtlicher F-Jugend-Trainer beim TSV Trudering.

### Handball
Die 1960 gegründete Handballabteilung stieg 1994 in die Regionalliga Süd auf, die im deutschen Handball-Ligensystem zu diesem Zeitpunkt als 3. Liga geführt wurde, und hielt sich dort von 1994/95 bis 1999/2000. 1998 und 1999 qualifizierten sich die Truderinger für die erste und zweite Hauptrunde des DHB-Pokals. Erfolge vor dieser Zeit waren jeweils der Aufstieg in die Bayerische Landesliga und in die viertklassige Bayernliga. 1999 gewann der TSV Trudering den Bayerischen Pokal des Bayerischer Handball-Verbandes.
Die Handballabteilung des TSV besteht Stand 2024 aus 34 Mannschaften, darunter drei Herrenmannschaften, eine Damenmannschaft und zahlreiche Nachwuchsmannschaften. Die 1. Herrenmannschaft spielte in der Saison 2023/24 in der Bezirksliga und schaffte den Aufstieg in die Bezirksoberliga. In der Saison 2023/2024 spielten die männliche A-Jugend und C-Jugend in der Bayernliga.

#### Erfolge
| Männer - DHB-Pokal Hauptrunde 1998, 1999 - Aufstieg in die Regionalliga (3. Liga) 1994 - Bayerischer Meister 1994 - Aufstieg in die Bayernliga 1992 | Männer - Bayerischer Pokalsieger 1999 - Südbayerischer Landesligameister 1992 - Südbayerischer Landesliga-Vizemeister 2011, 2013 |

Frauen

- Aufstieg in die Regionalliga (3. Liga) 1989
- Bayerischer Meister 1989

#### Spielerpersönlichkeit
- Florian Schmidt-Sommerfeld, wurde später als Sportkommentator bekannt[19]

#### Spielstätten
Der TSV Trudering trägt seine Heimspiele in folgenden Spielstätten aus:
- Schulsporthalle Trudering, Friedenspromenade 64, D-81827 München
- Schulsporthalle Kirchheim, Heimstettner Str. 3, D-85551 Kirchheim
- Sporthalle, Astrid-Lindgren-Straße 3, D-81829 München

## Vereinsfarben und Vereinswappen
Die Vereinsfarben sind Schwarz und Blau. Im Wappen des TSV Trudering befindet sich ein roter Löwe auf weißem Hintergrund.